# Макграт, Пэт
Дама Пэт Макграт (Pat McGrath, род. 1966 или 1970) — визажистка из Великобритании. Журнал Vogue называет её наиболее влиятельным визажистом в мире.

## Биография
Патришия Энн Макграт (Patricia Ann McGrath) выросла  в Нортгемптоне, Англия; её воспитывала мать — Джин Макграт, иммигрантка с Ямайки. Ей, по собственному признанию, Макграт обязана своей любовью к моде и искусству макияжа. У Макграт нет специального образования в области моды или макияжа, она прошла только базовый курс искусства в Нортгемптонском колледже. О своей карьере она говорит: «Я действительно рада быть визажистом. Это всегда необычно и непредсказуемо, каждая съёмка или показ отличаются от предыдущих».
Карьерный прорыв Макграт случился во время работы с Эдвардом Эннинфулом (на тот момент редактором моды журнала i-D) в начале 1990-х, когда её инновационное использование цвета «блестяще разбавило скучную мировую тенденцию тяги к гранжу» и помогло i-D обрести международное значение. В середине 1990-х она работала и с минималисткой Джил Сандер, и с сюрреалистом Джоном Гальяно и стала известной благодаря латексным лепесткам, приклееным к лицам, виниловым губам, телам, пропитанным пудровой краской и лицам, стилизованным под кабуки.
С тех пор Макграт работала с различными фотографами, включая Стивена Майзела (который сейчас редко снимает без неё), Паоло Роверси, Хельмута Ньютона и Питера Линдберга. Кроме i-D, фотографии её работ также публиковались в других модных журналах, в частности, в американском, английском и французском Vogue, W и Harper's Bazaar. Она посещает четыре сезона модных показов (с учётом кутюрных) в год и работала с такими дизайнерами, как Prada, Miu Miu, Comme des Garçons и Dolce and Gabbana. Вдобавок, она разработала косметическую линию Армани в 1999 году, а в 2004 была назначена генеральным креативным директором Procter & Gamble, где она, среди прочего, отвечает за косметику Max Factor и Cover Girl. В течение своих постоянных деловых поездок Макграт возит с собой от тридцати до пятидесяти сумок с материалами, инструментами и прочим.
Как визажист Макграт известна широтой сферы: согласно Эдварду Эннинфулу, её работа варьируется от «высочайшего кутюра до клубного макияжа». Она также известна изобретательностью в использовании материалов: её наиболее креативный макияж — ручная работа, и она работает в основном пальцами, а не кистями.
В интервью Vogue.com UK в течение лондонской Недели моды (сентябрь 2008 года) Макграт объяснила свой творческий процесс так: «На меня влияют многие ткани, которые я вижу, цвета, которые присутствуют в коллекциях, и лица девушек. Это всегда вызов, но в этом и есть соль — сделать всё по-другому каждый следующий раз».
В 2021 году Макграт была удостоена звания дамы-командора Британской империи от королевы Елизаветы II, став первым визажистом в истории, получившим этот титул.